# Я дістану тебе, покидьку
Я дістану тебе, покидьку (англ. I'm Gonna Git You Sucka) — американський комедійний бойовик 1988 року, режисерський дебют Кінена Айворі Веянса. Фільм пародіює фільми 70-х років жанру блексплуатейшн. Головну роль у фільмі виконав сам режисер, а інші ролі зіграли актори блексплуатаційних фільмів минулого.

## Сюжет
Джек Спейд повертається з армії до рідного чорного кварталу, де загинув його брат, Джун Баг. Джек оголошує війну містеру Бігу, місцевому босові мафії. Армію Джека поведе вперед кумир Джека з дитячих років — Джон Слейд, людина, що має величезний досвід ведення військових дій проти поганих хлопців.

## У ролях
- Кінен Айворі Веянс — Джек Спейд
- Берні Кейсі — Джон Слейд
- Антоніо Фаргас — Літаючий хлопець
- Стів Джеймс — Кунг-фу Джо
- Айзек Гейз — Хаммер
- Джим Браун — Сламмер
- Джанет Дюбуа — Белль Браун-Спейд
- Доун Льюїс — Шеріл Спейд
- Джон Вернон — містер Біг
- Клу Гулагер — лейтенант Бейкер
- Кадім Хардісон — Віллі
- Деймон Веянс — Леонард
- Хоторн Джеймс — одноокий Сем
- Енн-Марі Джонсон — Черрі
- Ґері Овенс — грає самого себе
- Єва Пламб — дружина Калінги
- Кларенс Вільямс III — Калінга
- Ів Пламб — дружина Калінгі